# Campo municipal de Cantarrana
El campo municipal de Cantarrana es un campo de fútbol español de propiedad municipal situado en Covas, en el municipio de Vivero, provincia de Lugo, Galicia. Tiene capacidad para 1000 espectadores y en él juega como local el Viveiro Club de Fútbol.

## Historia
Tras la inauguración del nuevo estadio municipal de Vivero en 1996 estaba previsto que el Viveiro CF, principal equipo de la ciudad, pasara a jugar allí sus partidos de competición oficial. No obstante, la directiva del club decidió mantener Cantarrana como sede principal tras el rechazo de los aficionados a las nuevas instalaciones y al no reunir las condiciones de confort adecuadas.